# Parques Reunidos
Parques Reunidos es un grupo español que gestiona más de 30 parques en el sector del ocio distribuidos en diversos países de Europa y Australia (en marzo de 2025 vendió sus parques en Norteamérica). El grupo fue creado en 1967 bajo el nombre de "Parque de Atracciones Casa de Campo de Madrid, S.A." y ha diversificado su actividad hacia los parques de atracciones y temáticos, parques acuáticos y zoológicos.

## Parques de atracciones o temáticos
| País         | Nombre del parque               | Localidad                     |
| España       | Parque Warner Madrid            | San Martín de la Vega, Madrid |
| Italia       | Mirabilandia                    | Rávena                        |
| España       | Parque de Atracciones de Madrid | Casa de Campo, Madrid         |
| Alemania     | Movie Park Germany              | Bottrop                       |
| Países Bajos | Slagharen                       | Slagharen                     |
| Bélgica      | Bobbejaanland                   | Lichtaart                     |
| Noruega      | TusenFryd                       | Oslo                          |
| Dinamarca    | BonBon-Land                     | Holme-Olstrup                 |

## Parques acuáticos
Alemania
- Tropical Islands, cerca de Berlín

 Australia
- Raging Waters Sydney

 España
- Aquópolis, Cartaya
- Aquópolis, Costa Dorada
- Aquópolis, Torrevieja
- Aquópolis, Villanueva de la Cañada
- Aquópolis, Cullera
- Parque Warner Beach, San Martín De la Vega, Comunidad de Madrid

 Francia
- Aquasplash, Antibes
- Marineland, Antibes

 Noruega
- Bø Sommarland

 Italia
- Mirabilandia Beach

## Zoos y acuarios
España
- Zoo Aquarium de Madrid, Madrid
- Faunia, Madrid
- Selwo Aventura, Estepona
- Selwo Marina, Benalmádena
- Atlantis Aquarium,  Arroyomolinos

 Reino Unido
- Lakes Aquarium, (Lakeside, Cumbria)
- Blackpool Zoo, Blackpool
- Bournemouth Oceanarium, Bournemouth

## Otros

### Otros negocios
España
- Teleférico de Benalmádena, Benalmádena

 Francia
- So Blue Hotel, Antibes

 UK
- Nickelodeon Adventure, Grays